# David Slíva
David Slíva (??? – ???) byl český tenista a olympionik.
Čechy reprezentoval na Letních olympijských hrách 1908 v tenise ve dvouhře i ve čtyřhře.